# Амфипољ
Амфипољ или Амфиполис (грч. Αμφιπολις) је древни грчки Полис у области коју су некада настањивали Едонци, а која се данас налази у грчкој регији Централна Македонија. Саграђен је на платоу изнад источне обале реке Стримон око 5 км од Егејског мора. Основан је 437. п. н. е., а напуштен је у 8. веку.

## Историја
У 5. веку п. н. е. земљиште на коме је касније основан град, припадало јр трачком племену Едонцима. Током грчко-персијских ратова, Атињани под командом Кимона освојили су едонску тврђаву и пределе око ње припојили својој држави. Ово место је постало важан трговачки центар и поморска база, међутим, било је зависна од трговине са копна, који се налазио у самом срцу континента.
437/436. п. н. е. у време Перикла, Атињани стварају своје насеље под називом Амфиполис.
Град је нагло порастао и стекао велику економску важност, јер се преко њега извозила дрвна сировина са околних планина. Атињани су имали велике потребе за дрвном грађом за изградњу бродова; и других добара. Преко Амфиполиса је извожено и злато и сребро из рудника Пангеа.
Током Пелопонеског рата 424. п. н. е. Амфиполис је био под опсадом од стране Спартанаца. Тукидид, који је био на Тасосу са малом силом, пожурио је у помоћ граду под опсадом, али није могао да спречи предају града.
422. п. н. е. Атињани су покушали да поврате град слањем војск4 под командом Клеона, али нису успели да поврате Амфиполис, У жестокој борби која се одиграла под његовим зидинама, погинули су Брасида и Клеон.
357. п. н. е. Амфиполис је освојио Филип II Македонски, што је довело до Атина-македонског рата. Филип основао у граду ковачницу златног и сребрног новца. У време македонске власти постао је један од најважнијих станица на краљевском путу кроз источну Македонију. Ампхиполис је постао административни центар источне Македоније.
У римско доба Амфиполис је добио статус „слободног града.” Према сведочанству из Дела апостолских на путу од Филипа до Солуна апостол Павле се задржао у овом граду.
Познато је да Амфиполис на средишту пута Виа Егнатиа, а данас кроз град пролази модеран аутопут Егнатиа Одос.
Године 2014. на локалитету Амфипоља отривена је велика гробница која датира из 4. века пре нове ере и садржи готово нетакнуте скулптуре и мозаике. Гробница је више пута била опљачкана пре него што је обезбеђена, али су и поред тога пронађене бројне кованице око гробнице, укључујући и оне са ликом Александра Великог, али и других који датирају из 3. и 2. века пре нове ере. Кованице са ликом Александра Великог пронађене су у највећој гробници икада откривеној у Грчкој.
На његовом локалитету се налази савремена општина Амфиполи (грч. Αμφιπολη), која административно припада префектури Сер и има 3.623 становника (попис 2001).

## Знаменити Амфиполитанци
- Деметрије из Амфиполиса, Платонов ученик
- Зоило (400. п. н. е.-320. п. н. е.) Граматичар и филозоф киничка школе
- Памфиловом сликар, вођа сикионшке школе и наставник Апела
- Етион, вајар
- Филип из Амфиполиса, хисторичар
- Неарху, македонски адмирал
- Еригије, македонски генерал
- Дамасија из Амфиполиса, победник Арена ске трке на Олимпијади 320. п. н. е.
- Хермагора из Амфиполиса (ц. 225. п. н. е.), Стоички филозоф, следбеник Перзеја из Китиона
- Дамип, Питагорејац